# When The Lights Go Out
When the Lights Go Out là đĩa đơn thứ 2 được phát hành bởi nhóm nhạc Five từ album đầu tay 5ive vào giữa năm 1998.
"When the Lights Go Out" được đồng sáng tác tác bởi Eliot Kennedy, Tim Lever và Mike Percy (từ ban nhạc Dead or Alive), J. McClaughlin and cả 5ive nữa. Được sản xuất bởi Eliot Kennedy, Tim Lever và Mike Percy. "When the Lights Go Out" là bản hit quan trọng nhất của nhóm đã gây chấn động ở Mĩ
Bản alternate của bài hát trong đó đoạn rap Abs đã thay thế cho đoạn rap của J đã tạo nên sự đặc biệt trong lần phát hành ở Mĩ, tạo thành 2 video khác nhau cho cùng một bài hát.
Bản hit Five- "When the Lights Go Out" được coi là single khởi đầu của nhóm tại nhiều quốc gia ngoại trừ Anh, single đạt vị trí thứ 2 tại Úc, lọt vào top 30 của Mĩ ngày 23 tháng 6 năm 1998 và trụ tại vị trí thứ 10 vào ngày 21 tháng 6 năm 1998. Bài hát này cũng trụ lại rất lâu tại Billboard Hot 100 trong 6 tháng, cũng như bán được 800.000 bản tại riêng thị trường Mỹ.

## Danh sách track nhạc
US CD1
1. When The Lights Go Out [Radio Mix] 4:20
2. Straight Up Funk 3:57

US CD2
1. When The Lights Go Out [Radio Mix] 4:20
2. When The Lights Go Out [Hip Hop Mix] 6:19
3. When The Lights Go Out [R&B Rub Mix] 4:24
4. Shake 3:23

UK CD1
1. When The Lights Go Out [Radio Edit] 4:12
2. When The Lights Go Out [Extended Mix] 6:23
3. When The Lights Go Out [The Drummers Mix] 7:27
4. When The Lights Go Out [Loop Da Loop Full Vocal Mix] 4:50
5. When The Lights Go Out [Video] 4:10

UK CD2
1. When The Lights Go Out [Radio Edit] 4:12
2. When The Lights Go Out [Blacksmith R&B Rub] 4:26
3. Slam Dunk Da Funk [Extended Mix]
4. Interview

Europe CD1
1. When The Lights Go Out [Radio Edit] 3:49
2. When The Lights Go Out [Blacksmith R&B Rub] 4:26

Europe CD2
1. When The Lights Go Out [Radio Edit] 3:49
2. When The Lights Go Out [Extended Mix] 6:23
3. When The Lights Go Out [Blacksmith R&B Rub] 4:26
4. When The Lights Go Out [The Drummers Mix] 7:27
5. When The Lights Go Out [Loop Da Loop Full Vocal Mix] 4:50

## Thành tích thứ hạng
| BXH (1998)                         | Vị trí |
| ---------------------------------- | ------ |
| Australian Singles Chart           | 2      |
| UK Singles Chart                   | 4      |
| Swedish Singles Chart              | 7      |
| Belgian (Wallonia) Singles Chart   | 8      |
| US Billboard Hot 100 Singles Chart | 10     |
| Belgian (Flanders) Singles Chart   | 13     |
| New Zealand Singles Chart          | 20     |
| Dutch Singles Chart                | 35     |